# エマージング
『エマージング』は、外薗昌也によるウイルスパニックを題材にした漫画作品。講談社の『週刊モーニング』にて2004年に連載された。監修は中原英臣。

## あらすじ
新宿の路上である男が突如痙攣しながら吐血して変死した。あたり一面に血液をばら撒き周囲の通行人に降り注いだこの事件はマスコミの注目を集める。一方、警察は変死した男を収容するが初めて見る異様な死体に刑事も困惑し、一応薬物中毒による急死の線で捜査を進めながら死因究明のため検死を東済医大病院の医師である小野寺と関口に依頼した。
小野寺が目の当たりにした男の死体は数時間前に死亡したはずなのに死後3日を経過したかの様に壊死しており、不気味さを感じながら解剖のためメスを入れようとした小野寺の手を防護服とゴーグル、防毒マスクで身を包んだ関口が止める。一足先に検死を始めた関口はこれをウイルス性の感染症、それも出血熱と推測し、防護措置を取っていたのだった。
検体を採取した2人は念のためと用意した抗ウイルス薬のリバビリンを飲み、日本最高の感染症研究施設である国立伝染病研究所へ持ち込み検査を依頼する。一見設備の整ったように見えた施設は実はバイオセーフティーレベル3で、そこで出会ったウイルス研究室室長の森から出血熱のウイルスを扱えるレベル4施設を持ちながら20年以上地元住民の反対で稼働できない、海外での研修もろくに行われていない日本の感染症対策の実態を知らされる。そして帰宅した2人を待っていたのは、謎の感染症に接触した噂で持ち切りの病院と事実上の村八分だった。
一方ウイルス研究室のスタッフは持ち込まれた血液サンプルに球状のウイルスが増殖しているのを確認。電子顕微鏡で見た形状も遺伝子解析も、既知のどのウイルスとも合致せず特定のウイルスのみに反応する試薬を使うエライサ抗体検査でも完全陰性を確認したのち、病原性を確認するマウス実験を行う。結果ウイルスを注射されたマウスは全て出血熱の症状を示して死亡し、世界で誰も見た事のない未知のウイルスによる感染症と結論付けられた。ここに日本初となるエマージングウイルスが発見される。
全く未知の、それも出血熱ウイルスの国内発見というニュースは当局を驚かせたものの路上で倒れた男性以外の発病者はいない事からひとまず安心と思われていた。しかしあの日現場で血液を浴びた被害者達から続々と症状の報告が寄せられ、ついに未知のウイルス感染症のアウトブレイクに発展。事件の場に居合わせた女子高生岬あかりの身にも異変が起きていた。
やがて都内の病院で続々と謎の感染症と思われる患者の報告が出始め、感染経路も治療法も未知な新興ウイルス（エマージングウイルス）が日本を襲う。国内で新発見の感染症がアウトブレイクした際の対応マニュアルもなく、瞬く間に伝染する感染力があっても指定感染症ではないが故に強制隔離もすぐにはできず、国の対応は後手に回る。
東京に現れたこのエボラ出血熱に似た伝染病に対し、ワクチンも治療薬も存在せず対応のしようがなく、報道が恐怖心を煽り、国民はパニックとなる。

## ロケ地
山田が破裂した場所は新宿ということになっているが、破裂直前に岬あかりと並んで横断歩道の信号待ちをしている場面（第一巻20ページ目、見開きページ）は渋谷区、神南一丁目交差点である。（1ページ前では新宿駅東口のALTAが見える）
これより7ページ後の下段右側のコマは新宿東口より新宿通を東方向（四谷方面）を望んでいる。（今は閉店してしまったワシントン靴店が見える）。
またその左のこまでは新宿駅西口の小田急百貨店前で南方向（京王百貨店）を望む方向である。
医療の舞台となっている東済医大のモデルは新宿区にある慶応大学病院である（第一巻34ページ）。

## 登場人物
岬あかり
高校生。同級生の男子生徒・大島と交際し、友人にも恵まれて充実した日々を過ごしていたが、山田の変死現場に遭遇してしまう。小野寺は近所住む幼馴染で、よく勉強を見てやっていた。
大島
あかりの高校の同級生で彼氏のサッカー部員。大柄な体格で発病したあかりとキスをした事で感染してしまうが、軽い発熱で済んでおり未知のウイルスに対して抗体を持っていた事が判明する。
関口 薫
山田氏の遺体を見て咄嗟に出血熱の可能性を考慮した優秀な医師。肩まで伸ばした長髪が特徴。エマージングウイルスの第一発見者の一人。人間を群れとして見る疫学的思考の持ち主で伝染病の可能性を考え、血を浴びた被害者達の連絡先のリストアップを行うなど疫学調査の知識も備えウイルスへの初期対応に貢献する。司法解剖には真っ先に飛んでくるらしい。
小野寺 周二
病理医で山田氏の遺体の病理解剖を依頼される。関口とは対照的に根っからの臨床医であり、患者に対して親身になって接する好人物。関口と共にウイルスの第一発見者。
あかりを始めとする日本出血熱の患者につきっきりで治療に当たり、物語の終盤にはその経験を買われ重症者を設備の整ったアメリカに移送しCDCとの合同チームで治療法の研究する計画に、世界の誰よりも日本出血熱に詳しい専門家として招聘される。
山田 裕一
路上で変死した会社員の男性。その日も会社に出勤して仕事をしていたが、体調が悪そうな様子から同僚らに早退と病院への受診をすすめられて会社を早退した後、病状が悪化し、路上で吐血して変死する。日本出血熱の第一患者とされる。
海外渡航歴、外国人との接触もなかったため彼の体から検出されたウイルスは国内発生したものと判断された。発病前にゴルフ場の開発予定地の調査のため山に分け入っており、日本出血熱のウイルスの宿主とその山で接触した可能性が指摘され終息後厚生労働省のチームが動植物の採取を行う。
森室長
国立伝染病研究所村川分室　ウイルス研究室室長。優秀な研究者だが、ウイルスオタクであり、エボラウイルスの電子顕微鏡写真と自分の顔を合成してツーショット写真を作る変人。
持ち込まれた検体から見つかったウイルスの実験を嬉々として行い、面倒を避けようとウイルスの存在や特性を認めたがらない上司を黙らせるためにデータを出し続けた。
大島が抗体を持っている事が判明した後、血清実験のために特例として稼働させたBL4施設での実験中に発病してしまうが回復。事件収束後、日本出血熱ウイルス研究のため渡米しCDCで研究を続ける。
平山課長
厚生労働省感染症対策部で今回の事件の担当課長。無能・無責任な上司：佐木部長に代わって日本出血熱ウイルスの血清を作るため国立伝染病研究所村川分室のBL4を指示し、事件の収束後、係長に降格。

## 用語
エマージングウイルス
最近になって突然人間界に現れた「新興感染症ウイルス」のことを指す。本作のエマージングウイルスによる感染症はエボラ出血熱に似た出血・溶解が見られ、非常に激しい症状が数日で現れるが、このような激しい出血症状がみられるエボラウイルスの属するフィロウイルス科とは異なる球形のウイルスとなっている。この未知のエマージングウイルスによる出血熱は最終的に「日本出血熱」と命名される。
日本出血熱
本作の未知のウイルスによる出血熱。終盤に、感染終息後にこの名がつけられたことが語られている。
日本出血熱ウイルスは血液内で異常な増殖を見せ、感染から発症までは非常に早く、早くて感染したその日、遅くても翌日から目の充血が始まり、下痢や高熱などの風邪・インフルエンザ様症状を伴って目の奥の痛みが現れ、体内でコラーゲンの分解による肉体の肥大化・軟化が進み、身体の浮腫が発生する。ここまで発症からわずか２日のことである。悪化すると目や歯肉からの出血が見られ、血管が浮き出る。また消化管で粘膜が傷害され口からの噴血が時々起こる。コラーゲンの溶解は難敵で、腕を強く抑えると皮膚が剥け落ち、また血管が非常に破れやすくなるため注射も打てず、治療には肉体の損壊を伴うことがある。血液は凝固せず、傷は治癒しない。
朦朧としながらも最後まで意識は保たれるようだが全身の組織と臓器でコラーゲンの分解、壊死が進み最終的に「炸裂」を起こし、激しい全身からの出血と共に失血死に至る。
致死率は1割程度と思われる。発症率は感染者の約半数で、重篤患者の約2割が死に至る。新宿の現場に近づいてもいない、感染者との接触も確認できない患者が現れた事で空気感染が一時疑われパニックを誘ったが、血液などウイルスを含む体液を介した接触感染が感染経路であり、仮に血液が付着しても傷口が無ければ感染しない。
抗体を持つ者が見つかったことにより血清治療で劇的な効果を見せ、感染爆発は収束する（流行開始から約３か月後に終息宣言が出された。最終的な感染者数などは不明）。ただし第一感染者の山田がどこでウイルスに感染したのかは最後まで分からなかった。
エボラ出血熱
フィロウイルス科エボラウイルス属のウイルスによる感染症で、第一感染者や第二感染者において日本出血熱同様の激しい出血症状を伴い、最高で90%にも及ぶ致死率を示す出血熱。死因は失血死（出血性ショック）に加えて多臓器不全などがある。
感染していくにつれ症状の激しさや致死率は低下し、またよく語られるような「炸裂」が見られるのは一部の患者に限られる。
出血熱には複数存在するが、出血症状が激しく、致死率が特に高いのは「エボラ出血熱」と「マールブルグ出血熱」の２つである。また、BSL4に指定され、日本でも一類感染症に指定されている出血熱はこの２つに加えて「クリミア・コンゴ出血熱」「南米出血熱」「ラッサ熱」が存在する。日本出血熱ウイルスの症状はエボラ出血熱をモデルにしていると思われるが、ウイルスの形状はクリミア・コンゴ出血熱ウイルスに近い。
エボラ出血熱には抗ウイルス薬「アビガン」が存在し、一定の効果を上げている。また、血清治療やワクチンなど様々な治療方法が確立の手前まで来ており、近い将来、治療法が確立されるとされ、その際の致死率は大幅に下がると予想される。
リバビリン、インターフェロン
多くのウイルスに効果のある抗ウイルス剤。ただしエボラなどには効果が無い。作中では未知のウイルス性感染症を疑った関口が、山田の検死後に小野寺と共にリバビリンを飲んでいた。
BL4
「バイオセーフティーレベル4」の略で、実際にはBSL4と略されている。重篤な症状を引き起こす・人から人に容易に感染する・治療法が確立されていない等の要件があり、感染症の中でも特に危険なエボラウイルス・マールブルグウイルス・ラッサウイルス・アレナウイルス・クリミア・コンゴ出血熱ウイルス・天然痘ウイルスが分類されている。
日本出血熱はその危険性からBSL4で扱われる事となり、日本での研究は出来なくなった。
国立伝染病研究所
国立感染症研究所をモデルにした研究施設。バイオセーフティーレベル4（BSL4、作中では「BL4」）施設を持ちながら住民反対により稼働せず、エマージングウイルスが仮にエボラウイルスと同様のBL4に分類されればBL4施設を持つアメリカのCDC等に検査・研究をすべて委託することになり、迅速な対応がとりにくくなるという問題を抱えている。
作中で懸念されている事は実際に発生しており、1987年にシエラレオネからの帰国者がラッサ熱を発症した際はBSL4施設が使用できなかったため日本国内での検査が出来ず、検体をアメリカに輸送して検査を委託している。

## 書誌情報
単行本
1. 2004年09月22日発行 ISBN 978-4-06-328981-7
2. 2004年12月21日発行 ISBN 978-4-06-372406-6

文庫版
上 2009年10月09日発行 ISBN 978-4-06-370686-4
下 2009年10月09日発行 ISBN 978-4-06-370687-1